# Ophthalmis cincta
Ophthalmis cincta är en fjärilsart som beskrevs av Jean Baptiste Boisduval 1874. Ophthalmis cincta ingår i släktet Ophthalmis och familjen nattflyn. Inga underarter finns listade i Catalogue of Life.